# Норт-Гейвен (Мен)
Норт-Гейвен (англ. North Haven) — місто (англ. town) в США, в окрузі Нокс штату Мен. Населення — 417 осіб (2020).

## Демографія
Згідно з переписом 2010 року, у місті мешкало 355 осіб у 165 домогосподарствах у складі 105 родин. Було 515 помешкань
Расовий склад населення:
| - 96,9 % — білих - 0,3 % — чорних або афроамериканців - 0,3 % — азіатів |

До двох чи більше рас належало 2,0 %. Частка іспаномовних становила 2,3 % від усіх жителів.
За віковим діапазоном населення розподілялося таким чином: 20,0 % — особи молодші 18 років, 60,6 % — особи у віці 18—64 років, 19,4 % — особи у віці 65 років та старші. Медіана віку мешканця становила 44,5 року. На 100 осіб жіночої статі у місті припадало 110,1 чоловіків;  на 100 жінок у віці від 18 років та старших — 107,3 чоловіків також старших 18 років.
Середній дохід на одне домашнє господарство  становив 84 419 доларів США (медіана — 63 125), а середній дохід на одну сім'ю — 98 365 доларів (медіана — 71 875). Медіана доходів становила 53 750 доларів для чоловіків та 40 625 доларів для жінок. За межею бідності перебувало 2,6 % осіб, у тому числі 0,0 % дітей у віці до 18 років та 2,6 % осіб у віці 65 років та старших.
Цивільне працевлаштоване населення становило 296 осіб. Основні галузі зайнятості: освіта, охорона здоров'я та соціальна допомога — 22,0 %, сільське господарство, лісництво, риболовля — 14,9 %, будівництво — 14,5 %.